# Consejo de Omán
El Consejo de Omán (en árabe: مجلس عُـمان‎, romanizado: Majlis euman) es un parlamento bicameral, conformado por los miembros del Consejo del Estado y el Asamblea Consultiva, según lo estipulado por el Artículo 58 de la Ley Básica del Estado. Es considerado como el principal órgano legislativo de Omán. Asiste al gobierno en la elaboración de políticas generales del estado. El Consejo se reúne a petición del Sultán Haitham bin Tariq Al Said, para estudiar y discutir los asuntos planteados por él mismo, tomando todas sus decisiones en la base de la mayoría de votos. El sultán se dirige anualmente ante todos los miembros del Consejo. Entre los 167 miembros del parlamento, 15 son mujeres (14 de ellas son del consejo estatal).
En noviembre de 2009 trabajó en la construcción del proyecto Majlis Omán, un edificio emblématico que albergará a la asamblea parlamentaria, y a la cámara alta y baja. El desarrollo, el cual fue diseñado por Q-dar y construido por Carillion Alawi, finalizó en el año 2013.
En octubre de 2011, el sultán Qabus aumentó el poder y las atribuciones del Consejo de Omán.